# کالمان شوواری
کالمان شوواری (مجاری: Kálmán Sóvári; ۲۱ دسامبر ۱۹۴۰ – ۱۶ دسامبر ۲۰۲۰) بازیکن فوتبال اهل مجارستان بود.
از باشگاه‌هایی که در آن بازی کرده‌است می‌توان به باشگاه فوتبال اویپشت اشاره کرد.
وی همچنین در تیم ملی فوتبال مجارستان بازی کرده‌است.